# Pelliidae
Pelliidae, podrazred jetrenjarki, dio razreda Jungermanniopsida.

## Opis
Gametofit nekih vrsta unutar ovog podrazreda može biti taloidni, dok su neki povremeno lisnati. One koje su taloidne nedostajat će unutarnja diferencijacija tkiva, što ih svrstava u "jednostavne taloidne jetrenjače".
Pažljiviji pogled na sredinu talusa otkrit će prisutnost središnjeg lanca mrtvih stanica koje provode vodu unutar njega.
Druga karakteristika koja se dijeli među vrstama unutar ovog podrazreday su višestanične spore.

## Redovi
Dijeli se na 3 reda:
Pelliidae He-Nygrén, Juslén, Ahonen, Glenny & Piippo
1. Fossombroniales Schljakov
2. Pallaviciniales W. Frey & M. Stech
3. Pelliales He-Nygrén, Juslén, Ahonen, Glenny & Piippo